# إيفيلين طوماس
إيفيلين طوماس (بالإنجليزية: Evelyn Thomas) هي موسيقية ومغنية أمريكية، ولدت في 22 أغسطس 1953 في شيكاغو في الولايات المتحدة.

## وصلات خارجية
- إيفيلين طوماس على موقع IMDb (الإنجليزية)
- إيفيلين طوماس على موقع ميوزك برينز (الإنجليزية)
- إيفيلين طوماس على موقع أول موفي (الإنجليزية)
- إيفيلين طوماس على موقع أول ميوزيك (الإنجليزية)
- إيفيلين طوماس على موقع ديسكوغز (الإنجليزية)
- إيفيلين طوماس على موقع قاعدة بيانات الفيلم (الإنجليزية)